# بخش پونتیوی
بخش پونتیوی (به فرانسوی: Arrondissement de Pontivy) یک بخش در فرانسه است که در موربیان واقع شده‌است.